# Lee Stecklein
Lee Ethel Stecklein, född den 23 april 1994 i Roseville i Minnesota, är en amerikansk ishockeyspelare som spelar försvar.
Hon tog OS-silver i damernas ishockeyturnering i samband med de olympiska ishockeytävlingarna 2014 i Sotji. Dessutom har hon tre VM-guld mellan 2013 och 2016.